# Liste de proverbes et expressions sur le chat
Les proverbes et expressions liés au chat se comptent par dizaines en langue française, soit qu’ils mettent en scène l’animal lui-même (qui court vite, dort beaucoup et chasse les souris), soit que le terme de « chat » désigne l’homme, qui s’identifie alors au félin. La plupart de ces dictons datent de plusieurs siècles ; certains remontent même au Moyen Âge.

## Mots liés au chat
- chattemite (vieilli) : chatte, personne doucereuse
- chatteries : manières galantes
- minet : jeune homme un peu maniéré.
- minette : jeune femme un peu maniérée.
- minouche : mot affectueux pour appeler une femme (popularisé par la chanson des Tchouk Tchouk Nougâh).
- chaton : mot affectueux pour appeler quelqu'un d'intime (couple, famille).
- chatte, minou, minette (argot) : organes génitaux féminins (par confusion avec chas, fente, orifice). À noter cependant que cet usage métaphorique se retrouve dans d'autres langues, comme l'anglais ["pussy"] ou l'arabe ["القط"].
- matou : chat mâle un peu roublard et non châtré, par analogie un homme un peu roublard.
- langue-de-chat : petit gâteau sablé sucré pour accompagner café, thé, crème glacée...
- avoir de la chatte, être chatteux (argot) : avoir une chance insolente.

## Proverbes

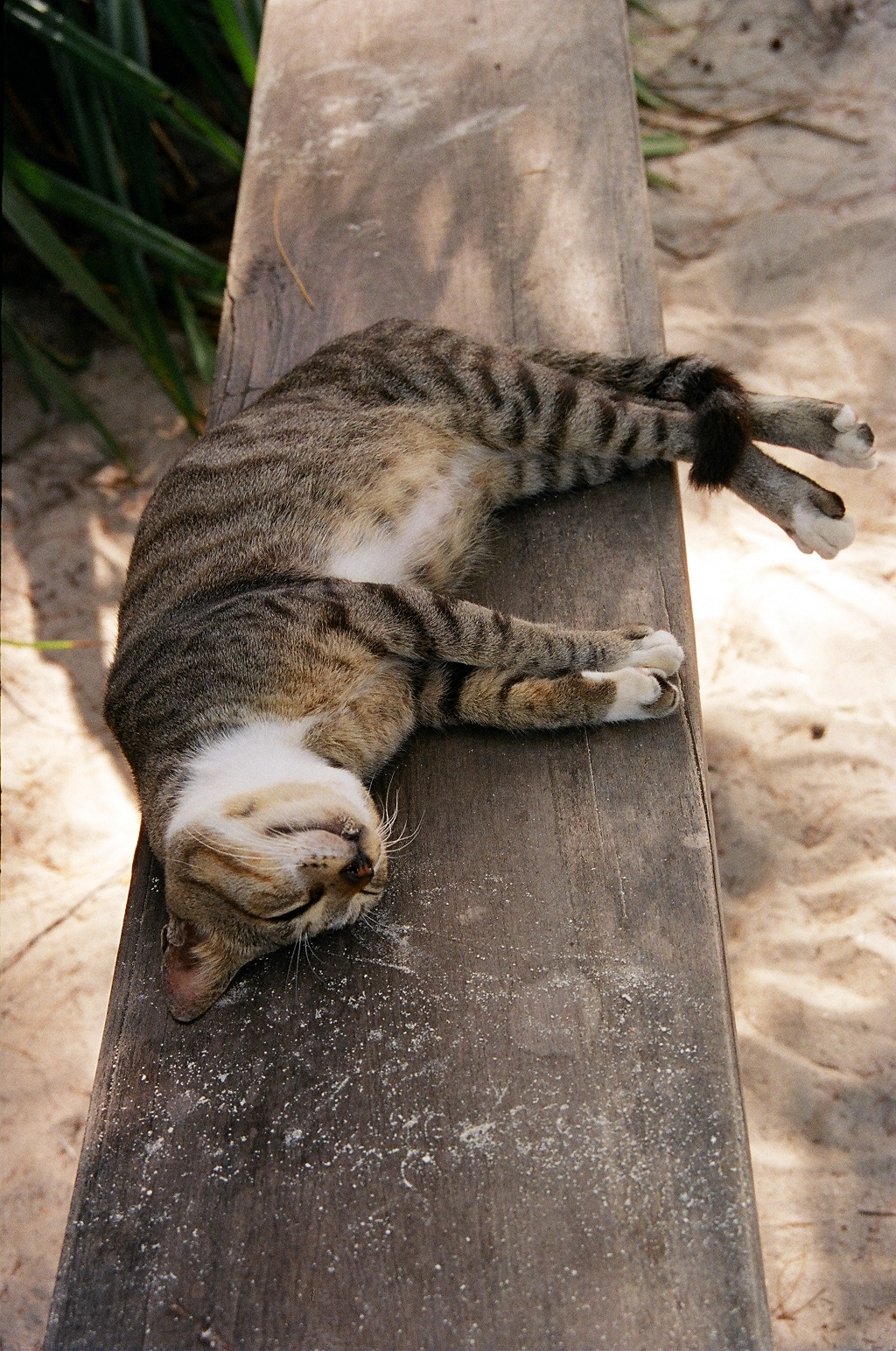
Quand le chat dort...

- « À bon chat, bon rat » : se dit de deux ennemis également pugnaces. Un bon chasseur peut trouver un adversaire à sa mesure. Cette formule apparaît déjà chez Regnard[1].
- « À mauvais chat, mauvais rat » : on ne peut qu’être méchant envers les méchants. L’expression existe déjà au Moyen Âge, sous une forme très proche : « À mau chat, mau rat »[2].
- « Chat échaudé craint l'eau froide » : après une expérience malheureuse, on en arrive à craindre des choses inoffensives.
- « Les chiens ne font pas des chats » : on garde toujours les caractéristiques de ses parents.
- « Quand le chat n'est pas là, les souris dansent » : le supérieur absent, les subordonnés en profitent pour ne plus travailler.
- « La nuit, tous les chats sont gris » : dans l’obscurité, les détails s’estompent et l’on peut confondre des objets différents. Autre sens : on peut se conduire comme on veut tant qu’on ne se fait pas prendre. Cette phrase est notamment employée par Scarron (Le Roman comique, I, 13) et par Beaumarchais (Le Barbier de Séville, III, 5).
- « Il ne faut pas réveiller le chat qui dort » : il faut éviter de réactiver une source de danger lorsqu’elle s’est mise en sommeil. Selon Littré[3], au XIIIe siècle on disait « éveiller le chien qui dort », ce qui est plus logique car c'est plutôt d'un chien qu'on peut craindre une attaque.
- « Ne faites pas confiance au chat quand il y a du poisson au menu » proverbe malgache.
- « Ne faites pas comme un chat qui cache ses ongles » proverbe malgache
- « Peu importe que le chat soit gris ou noir pourvu qu’il attrape les souris » : proverbe chinois et devise de Deng Xiaoping.
- « Qui est né chat pourchasse les souris » (proverbe italien) : on ne peut pas lutter contre sa propre nature.
- « Le chat aime manger le poisson, mais pas le pêcher » : se dit d’une personne profiteuse.
- « Si je préfère les chats aux chiens, c'est qu'il n'y a pas de chat policier », citation attribuée à Jean Cocteau ou Jacques Prévert, et reprise par Siné dans son livre Je ne pense qu'à chat (1968)
- « Caresses de chats donnent des puces », proverbe belge.

## Expressions

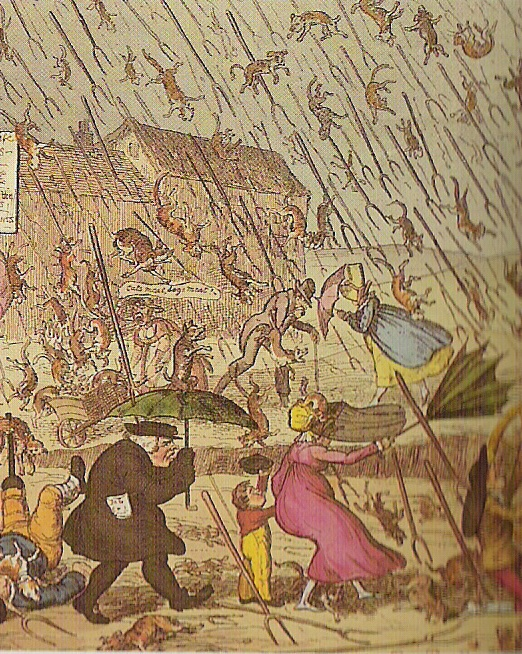
It's raining cats and dogs (en français : « Il pleut des chats et des chiens »).

- « Au chant du chat » : équivalent à « Quand les poules auront des dents » (Sébastien Brant, La Nef des fous, 95).
- « dès potron-minet » : à l'aube (de potron, déformation de posterio ; à l'origine : « dès potron-jacquet »).
- « avoir des yeux de chat » : avoir naturellement une bonne vue dans l'obscurité.
- « avoir un chat dans la gorge » : être enroué, avoir le larynx et/ou le pharynx irrité(s).
- « donner sa langue au chat » : initialement « être réduit à quia », bouchée bée, en rester coi ; par dérive, demander la solution à une énigme ou une devinette en déclarant forfait, aveu qu'on ignore la solution.
- « avoir une langue de chat » : être sensible de la bouche, craindre les aliments aux sensations fortes ou exagérées (brûlant, glacial, très épicé, etc). Se retrouve avec un sens identique dans d'autres cultures (ex : 猫舌 (neko-jita) en japonais).
- « être gourmand(e) comme un(e) chat(te) » : aimer les sucreries, les petits plats fins.
- « acheter chat en poche » : acheter sans voir l'objet de la vente. Molière utilise cette locution (Pourceaugnac, II, 7). Réciproquement, on peut vendre chat en poche, c’est-à-dire ne pas faire voir ce que l’on vend. L’expression Chat en poche a également inspiré le titre d’une pièce de théâtre de Georges Feydeau.
- « Acheter un chat en sac » ou « Acheter un chat dans un sac » dans le même ordre d’idée. La formule se trouve entre autres chez Boileau (Satires, I) et Daniel.
- « avoir d'autres chats à fouetter » : ne pas avoir que ça à faire (en introduction-réponse à une sollicitation) ; avoir plus important à faire (clôture un sujet, signifie qu'il faut passer à autre chose) ; être réclamé par d'autres tâches et devoir y aller (termine une conversation).
- « il n'y a pas de quoi fouetter un chat » : c'est une affaire sans importance
- « être comme chien et chat » : avoir des relations tendues, conflictuelles (cf. Relation entre chien et chat)
- « ne réveillez pas le chat qui dort » : n'allez pas au devant de la difficulté ou du danger
- « à bon chat, bon rat » : la défense est d'aussi bonne qualité que l'attaque
- « il n'y a pas un chat » ou « il n'y a pas la queue d'un chat » : il n'y a personne. Cette phrase est très répandue dès le XVIIIe siècle, en particulier dans la correspondance de Voltaire.
- « appeler un chat un chat » : appeler les choses par leur nom.
- « jouer à chat » (vieilli) : jeu de poursuite dans la cour de récréation
- « jouer à chat perché » : variante du précédent où un joueur en hauteur est invulnérable
- « jouer au chat et à la souris » : s'épier sans vouloir ou pouvoir se rencontrer
- « jouer (avec sa victime) comme un chat avec une souris » : faire durer cruellement une situation déplaisante
- « jeter le chat aux jambes de quelqu'un » : lui susciter des embarras
- « retomber comme un chat sur ses pattes » : se tirer adroitement d'une situation difficile
- « le chat retombe toujours sur ses pattes » : lorsque les conditions requises sont réunies, un problème récurrent finit toujours par revenir
- « emporter le chat » : partir sans dire au revoir
- « maladie des griffes du chat » : lymphoréticulomatose bénigne d'inoculation.
- « maladie du cri du chat » : ensemble de malformations dues à la délétion d'un bras du chromosome 5
- « pipi de chat » : chose de peu de conséquence ou bien boisson, en particulier bière, de mauvais goût
- « Passer comme un chat sur la braise » : Passer très vite, notamment au figuré lors d'un discours pour passer rapidement sur un fait douteux.
- « De la bouillie pour les chats » : travail bâclé, texte incompréhensible.
- « Faire une toilette de chat » : se laver sommairement, sans trop se mouiller.
- « Aller comme un chat maigre » : courir beaucoup et très vite. Ces mots apparaissent déjà chez Mathurin Régnier (Satires, XI).
- « Une chatte n’y retrouverait pas ses petits » : grand désordre, situation très complexe.
- « Avoir de la chatte » : c'est un coup de chance ! instant de chance inespéré.
- « Cela ferait pisser un chat par la patte » ou « à faire pisser un chat par la patte » : se dit de quelque chose qui a un goût (très) acide (Normand ?).
- « it's raining cats and dogs » il pleut des chats et des chiens est une expression anglaise pour dire qu'il pleut beaucoup[4]. Les expressions équivalentes en français sont « il pleut des cordes », « il pleut des hallebardes ».
- « Curiosity kills the cat » La curiosité tue le chat équivalent anglais de « la curiosité est un vilain défaut ». Ne fait bien sûr pas référence au chat de Schrödinger qui ne date que de 1935. Possède une variante dans « Ignorance killed the cat, Curiosity was framed[5] » L'ignorance tua le chat, la curiosité fut blâmée.
- « Avoir un œil qui surveille le poisson et l'autre qui fait « entention » au chat » : expression pied-noire qui décrit un strabisme divergent.
- « Un sac de chats » : expression argentine équivalent à un sac de nœuds.
- « Jeter le bout au chat » : mettre un morceau de viande au rebut. S'emploie aussi pour qualifier une ablation chirurgicale ou accidentelle.
- « Écrire comme un chat » : avoir une écriture illisible. L'origine de l'expression proviendrait d'une association d'idée avec un « greffier », un chat en argot parisien.
- « chat à neuf queues » : traduction de l'anglais cat o'nine tails, nom du fouet utilisé autrefois dans la marine anglaise
- « une vie de chat » : une vie facile, confortable.
- « j'ai deux chats dans les chaussettes mais pas le mot dans la tête » : expression japonaise ayant pour origine une situation dans laquelle il est plus simple de mettre deux chats dans ses chaussettes que le mot qui traduit notre pensée.[réf. nécessaire]
- « La rotte aux chats » : Une rotte est un petit sentier tracé par le passage répété des animaux sauvages. L'expression s'utilise lorsqu'un ménage a été fait seulement aux endroits de passage d'une maison.